# Bataille de Yingkou
Guerre sino-japonaise (1894-1895)
Batailles
Première guerre sino-japonaise
- Palais de Gyeongbok
- Pungdo
- Seonghwan
- Pyongyang
- Yalou
- Jiuliancheng
- Lüshunkou
- Port-Arthur
- Weihaiwei
- Yingkou
- Pescadores

La bataille de Yingkou (牛莊作戦, Gyuso sakusen) est un affrontement terrestre de la première guerre sino-japonaise qui a lieu près du port de traité de Yingkou en Manchourie. Elle est parfois appelée bataille de Niuzhuang ou bataille de Newchwang.

## Contexte
À la suite de la capture de la ville fortifiée de Haicheng, près de Liaoyang dans la péninsule du Liaodong en Mandchourie, par la 3e division de l'armée impériale japonaise le 13 décembre 1894, les forces Qing essaient de reprendre la ville quatre fois de décembre à janvier 1895. Uniques offensives chinoises du conflit, les quatre attaques échouent. Les opérations militaires sont de plus gênées par les chutes de neige et les températures glaciales.
Le 10 janvier 1895, la 2e armée lance une triple attaque sur la ville fortifiée de Gaiping. Bien que les assiégés réussissent à asperger les pentes d'eau glacées pour empêcher les Japonais d'approcher des murs, la ville tombe rapidement. Cette perte coupe la ligne de défense Qing et permet aux Japonais de frapper au Nord jusqu'à l'ancienne capitale de Mukden, ou à l'Est jusqu'à Pékin, la capitale.

## La bataille

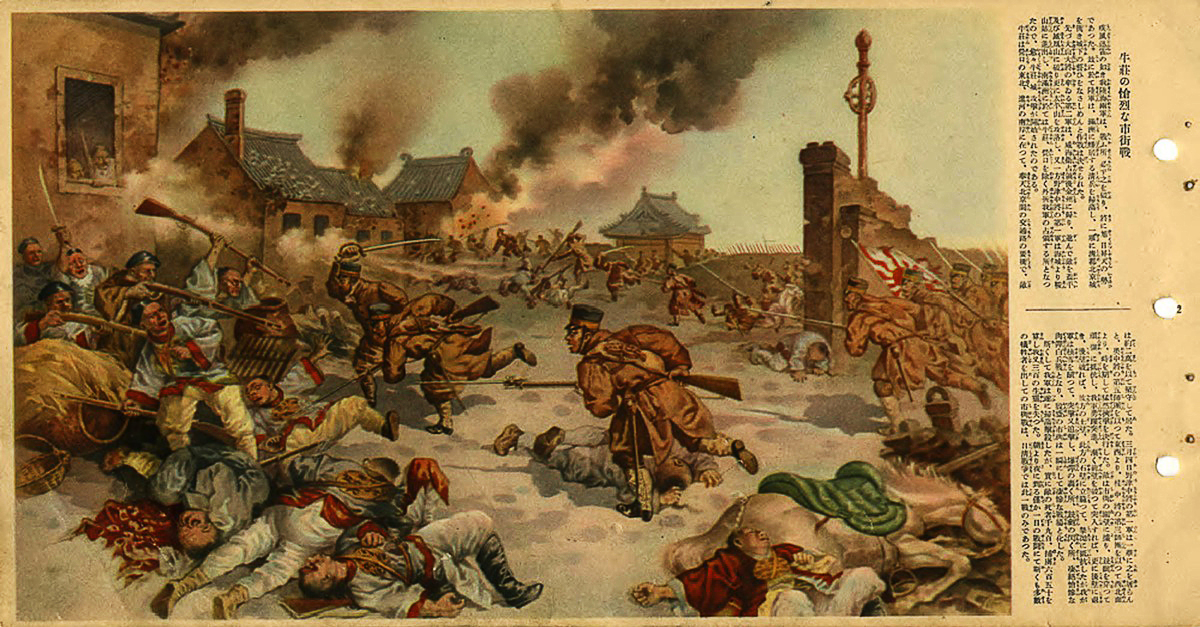
Impression représentant la dernière bataille terrestre de la guerre sino-japonaise devant le port de Yingkou en Mandchourie (plus tard appelée Niuzhuang).

Après leur dernière tentative de reprendre Haicheng, les forces Qing renforcent la ville portuaire de Niuzhuang avec environ 20 000 hommes, dont une importante troupe de cavalerie. Une autre force Qing d'environ 20 000 hommes vient renforcer Liaoyang au nord et, le 1er février, le vice-roi Liu Kunyi prend le commandement de l'armée Qing.
Liu lance une attaque avec 16 000 hommes contre les forces japonaises stationnées à Haicheng le 16 février. L'attaque est repoussée avec une perte de 150 tués et blessés. Cependant, lorsque la nouvelle de la capture de Weihaiwei par les Japonais le 12 février atteint l'armée Qing, l'attaque est annulée. Démoralisées, beaucoup de forces Qing commencent à déserter.
Le 28 février, les forces japonaises du général Nozu Michitsura lancent une contre-attaque contre Liaoyang et Niuzhuang, commençant avec un tir de barrage de l'artillerie suivi par une offensive de l'infanterie sur un large front. Les forces Qing sont repoussées et se replient en ordre dispersé sur Jinzhou au Nord-Est, n'offrant qu'une faible et sporadique résistance. Une partie de l'armée japonaise commandée par le lieutenant-général Katsura Tarō se lance à la poursuite des Chinois se repliant derrière les murs de Liaoyang le 3 mars, tandis que la force principale composée des 3e et 5e divisions du général Nozu atteint Niuzhuang le 4 mars.
Après un long tir de barrage de l'artillerie de deux heures, les forces Qing abandonnent les murailles de Niuzhuang presque sans résistance, fuyant la ville. Néanmoins, une fois la retraite endiguée, les forces Qing engagent le combat directement dans les rues de la ville, ce qui tourne rapidement à l'affrontement au corps à corps. Cependant, à la tombée de la nuit, le combat cesse et les soldats Qing s'échappent des lignes japonaises et fuient dans la campagne, tandis que ceux qui restent (environ 600 hommes) se rendent. Comme pour les précédentes batailles, une grande quantité de matériel et d'armes est saisie par les Japonais.
Après la capture de la ville, les forces japonaises du général Nogi Maresuke et du lieutenant-général Yamaji Motoharu attaquent et capturent les forts côtiers pour protéger l'entrée dans le port de Niuzhuang, où les forces Qing tentent de se regrouper. Le 6 mars 1895, les forces japonaises procèdent au bombardement de la ville de Tianzhuangtai, située de l'autre côté du fleuve Liao, et la rase totalement.

## Suites de la bataille
La capture de Yingkou marque la fin effective de la guerre sino-japonaise sur le continent, bien que l'armée impériale japonaise continue de demander la permission au quartier général impérial de marcher sur Pékin ou Mukden. Le 24 mars, les Japonais débarquent plusieurs milliers d'hommes sur les fortifications Qing de Haichow dans la province du Jiangsu au nord de Shanghai. La capture de ces fortifications permet aux Japonais d'approcher le grand canal reliant Pékin à Nankin. Cela met une pression supplémentaire sur le gouvernement Qing pour finaliser les discussions mettant fin à la guerre, en plus de la capture des Pescadores près de Taïwan fin mars. Les négociations du traité de Shimonoseki, entamées le 20 mars, reconnaissent la reddition Qing le 17 avril, mettant fin à la guerre.

## Source de la traduction
- (en) Cet article est partiellement ou en totalité issu de l’article de Wikipédia en anglais intitulé « Battle of Yingkou » (voir la liste des auteurs).